# Cá mè vinh
Cá mè vinh (danh pháp hai phần: Barbonymus gonionotus) là một loài cá thuộc chi Barbonymus (có thể không thuộc về chi này) họ Cá chép. Nó là một trong năm loài cá nuôi quan trọng của Thái Lan. Loài cá này được nuôi ở một số quốc gia Đông Nam Á. Đây nguyên liệu cho món tom yum trong ẩm thực Thái Lan.

## Hình ảnh

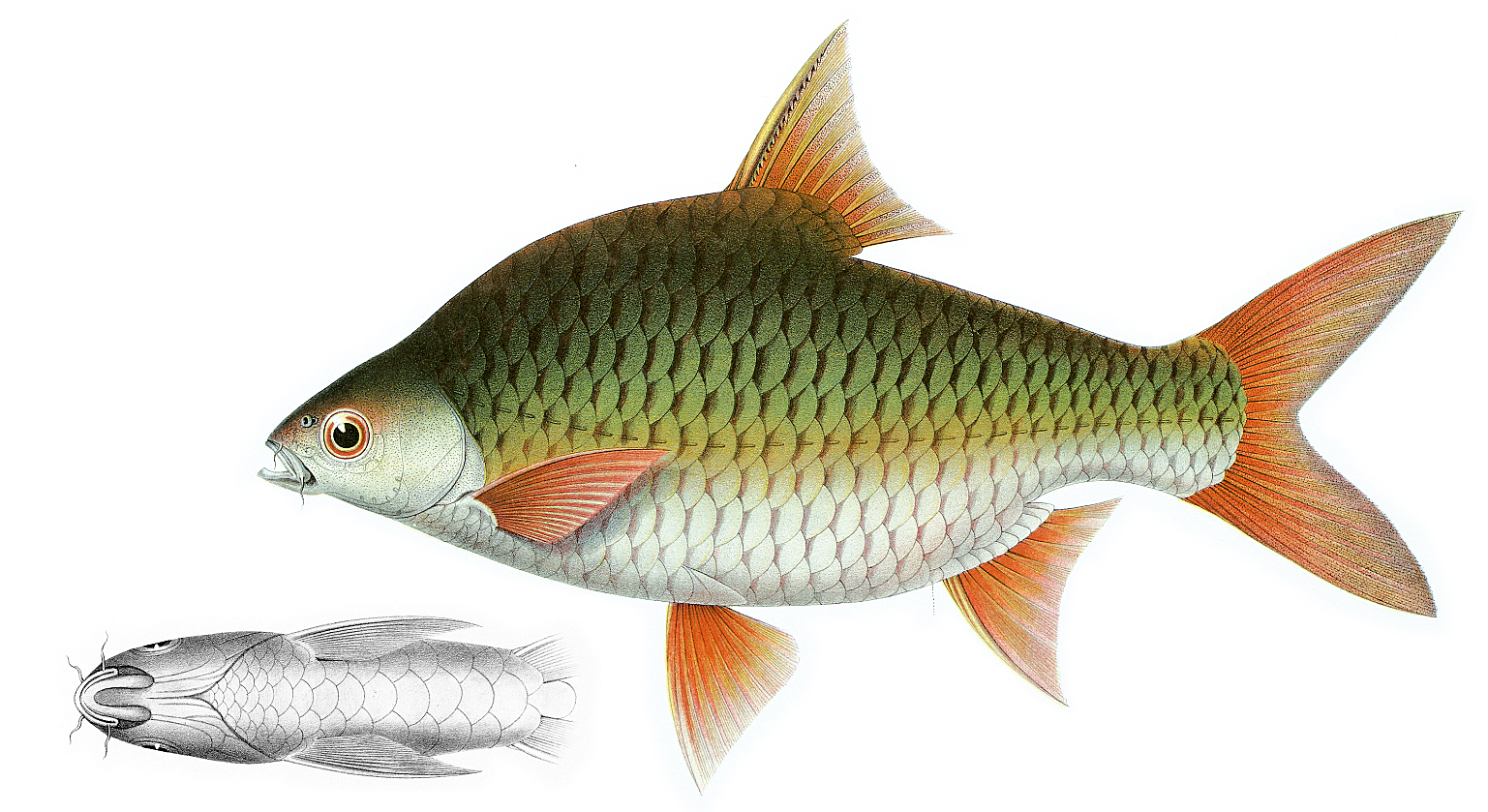
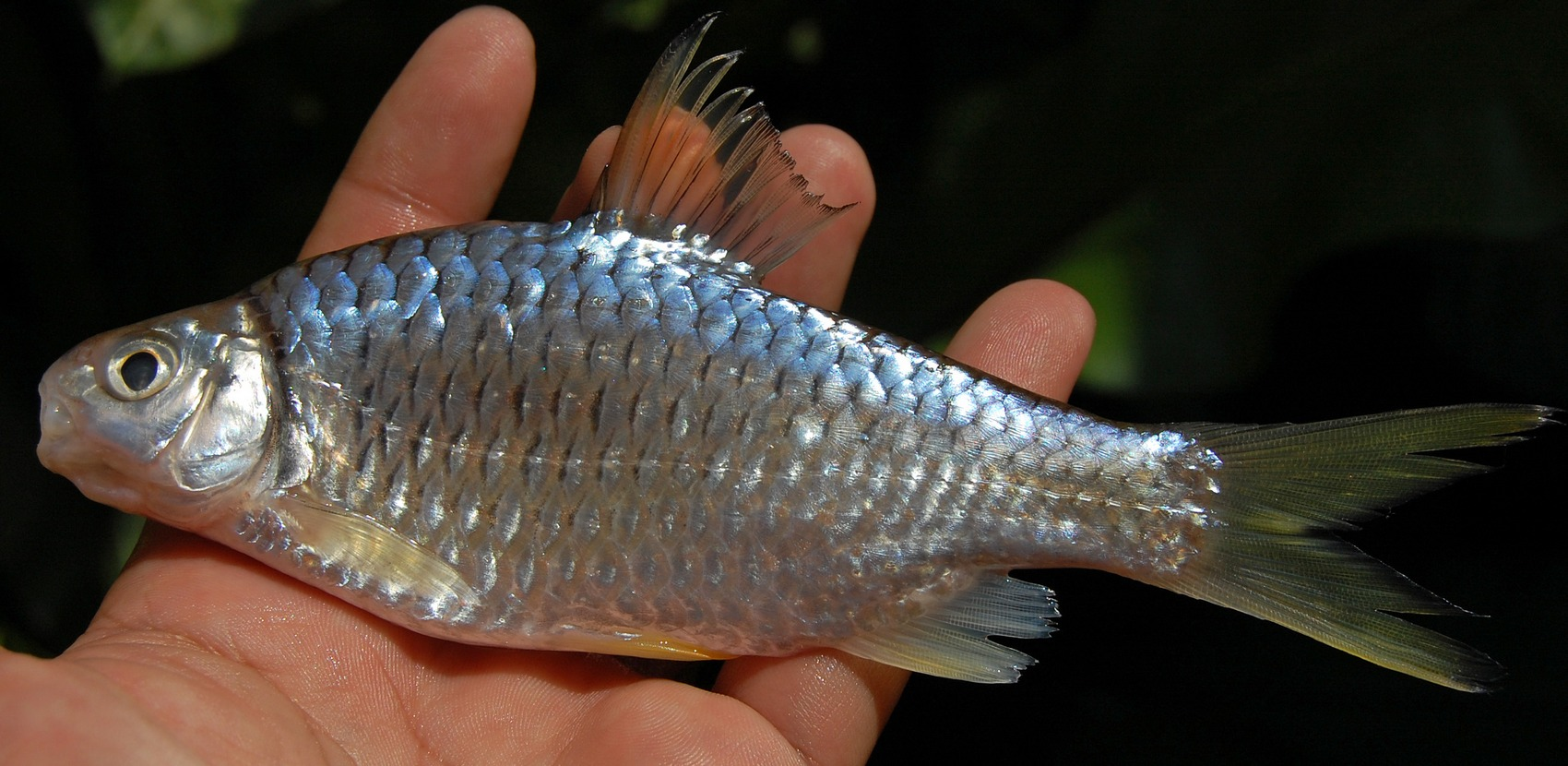
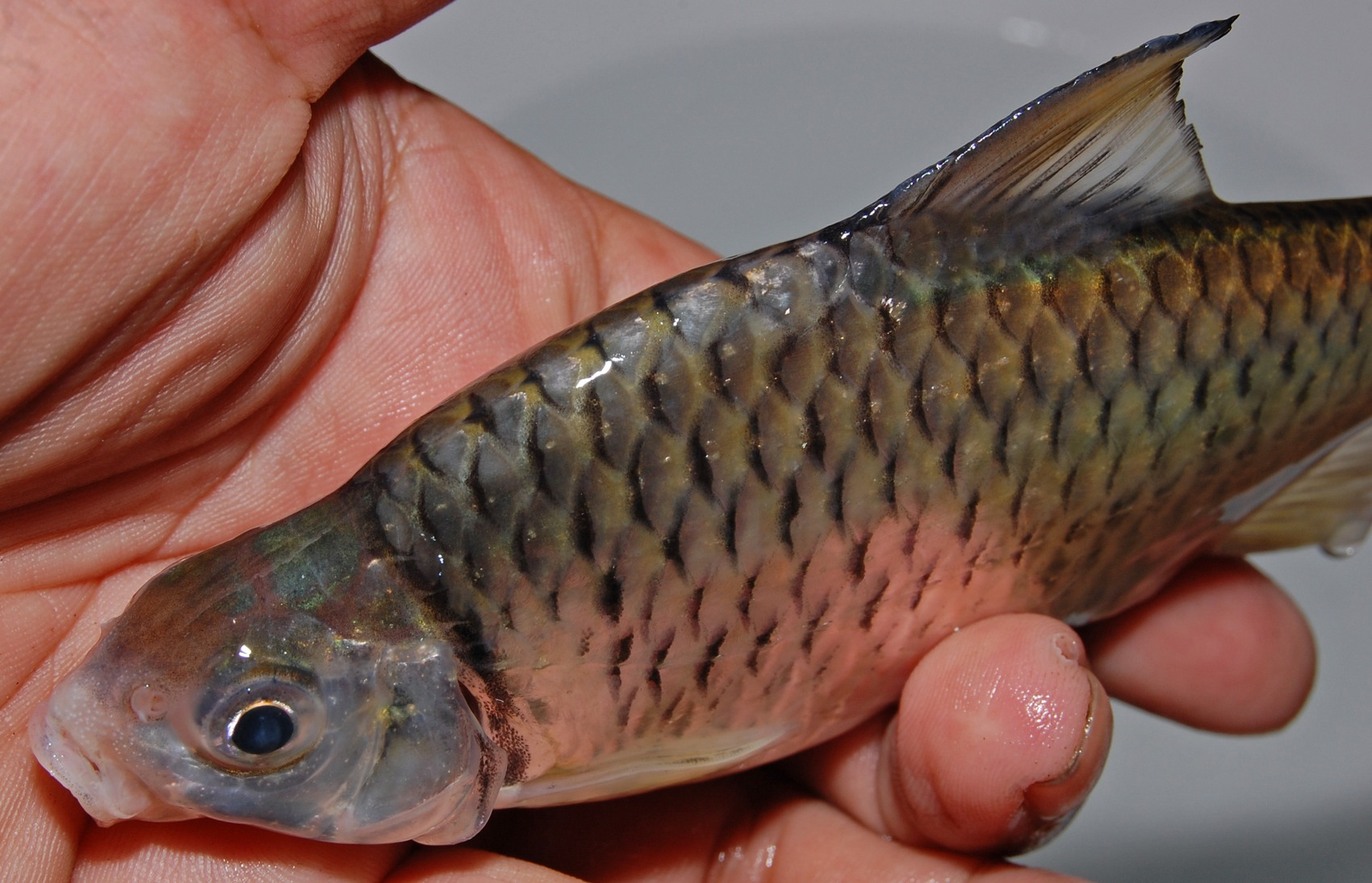
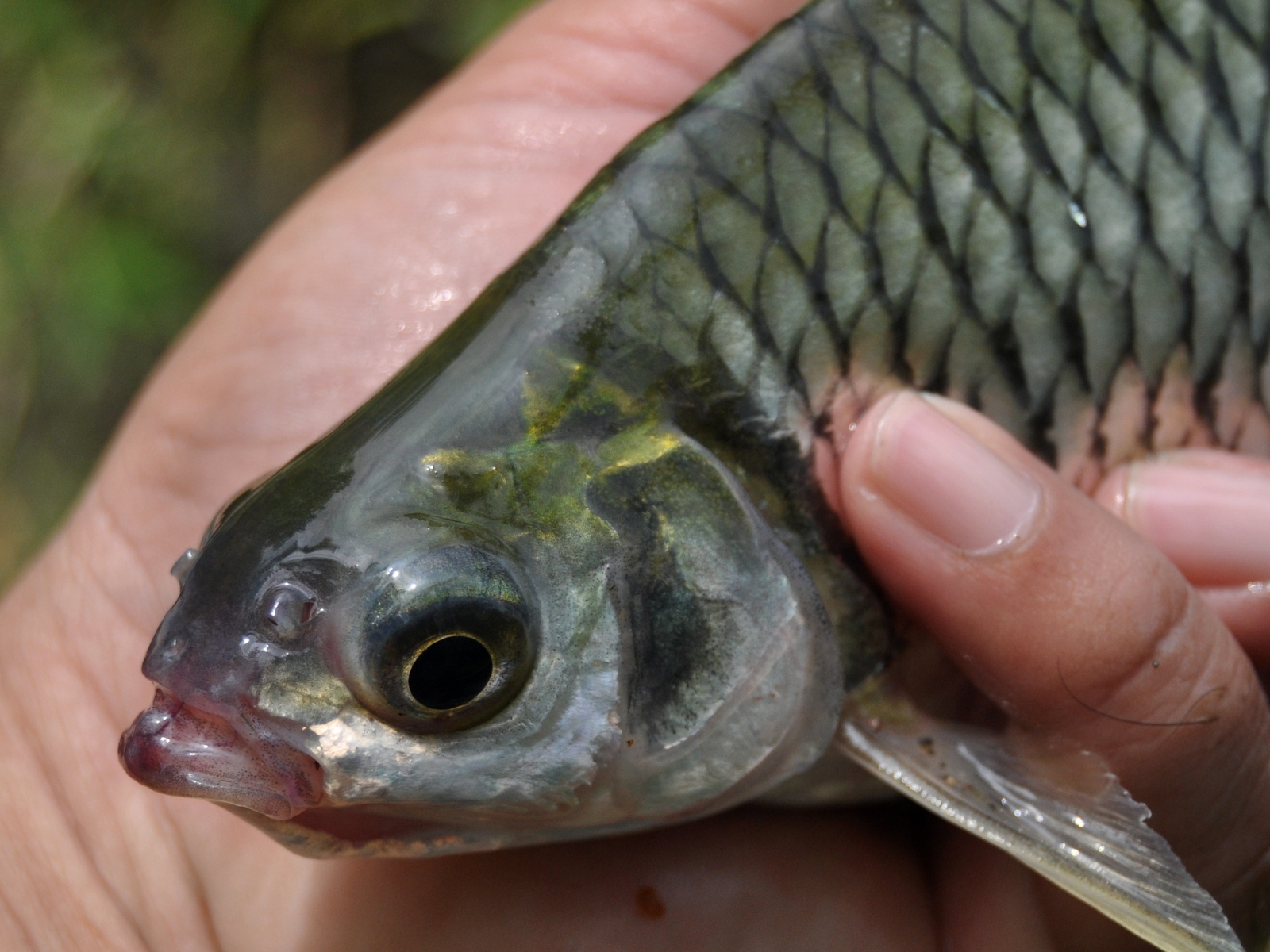